# 대한민국 상법 제47조
대한민국 상법 제47조는 보조적 상행위에 대한 상법 상행위의 조문이다.

## 조문
제47조 (보조적 상행위) (1) 상인이 영업을 위하여 하는 행위는 상행위로 본다. (2) 상인의 행위는 영업을 위하여 하는 것으로 추정한다.

## 판례
- 새마을금고가 상인인 회원에게 자금을 대출한 경우, 상인의 행위는 특별한 사정이 없는 한 영업을 위하여 하는 것으로 추정되므로 그 대출금채권은 상사채권으로서 5년의 소멸시효기간이 적용된다.[1]
- 갑과 을이 골재채취업을 동업하다가 을이 탈퇴하고 갑이 을에게 지급할 정산금을 소비대차의 목적으로 하기로 약정한 경우 갑은 골재채취를 영업으로 하는 자이어서 상인이고 이 준소비대차계약은 상인인 갑이 그 영업을 위하여 한 상행위로 추정함이 상당하므로(이 점은 위 약정을 경개라고 하더라도 마찬가지이다), 이에 의하여 새로이 발생한 채권은 상사채권으로서 5년의 상사시효의 적용을 받는다.[2]

## 같이 보기
- 상행위